# 趙繼爵
趙繼爵（1465年—？），字世忠，陝西西安府同州人，明朝政治人物。

## 生平
陝西鄉試第六十四名。弘治六年（1493年）癸丑科進士。授行人司行人。正德間任直隸大名府知府。改兖州府知府，正德五年（1510年）九月官山東臨清兵备副使，九年正月考察去职。

## 家族
曾祖趙仁義；祖父趙玉；父趙琰，鹽課司大使。母張氏。重庆下。